# Seznam osebnosti iz Občine Postojna
Seznam osebnosti iz Občine Postojna vsebuje osebnosti, ki so se tu rodile, delovale ali umrle.
Občina Postojna ima 40 naselij: Belsko, Brezje pod Nanosom, Bukovje, Postojna, Dilce, Gorenje, Goriče, Grobišče, Hrašče, Hrenovice, Hruševje, Koče, Landol, Lipje, Lohača, Mala Brda, Mali Otok, Malo Ubeljsko, Matenja vas, Orehek, Planina, Postojna, Predjama, Prestranek, Rakitnik, Rakulik, Razdrto, Sajevče, Slavina, Slavinje, Stara vas, Strane, Strmca, Studenec, Studeno, Šmihel pod Nanosom, Veliki Otok, Veliko Ubeljsko, Zagon in Žeje.
- Marjan Batagelj (1962 Postojna –), gospodarstvenik, predsednik upravnega odbora Postonjske jame, d. d.
- Stanislav Bole (1915 Koče – 1995, Koče), zamejski gospodarstvenik
- Ivo Boscarol (1956 Postojna –), podjetnik in konstruktor, lastnik podjetja Pipistrel
- Jožko Čuk (1952 Postojna –), gospodarstvenik
- Narcis Fabrizio (1924 Hruševlje –), gradbenik, strokovni in poljudni pisec
- Josip Gorup (1834 Slavina – 1912, Reka), poslovnež, mecen in politik
- Leonora Jakovljevič (1964 Postojna –), tekstilna oblikovalka
- Janez Nepomuk Kalister (1806 Slavina –1864, Trst), poslovnež, mecen
- Lojze Kiauta (1908 Postojna – 1991, Ljubljana), gospodarstvenik, ekonomist, in univerzitetni profesor
- Sergej Racman (1966 Postojna –), finančnik in igralničar
- Anton Nino Spinelli (1928 Slavina – 2010, Izola), direktor
- Marijan Suša (1950 Postojna –), družbenopolitični delavec, kulturnoprosvetni delavec, publicist, podjetnik
- Magdalena Svetina-Terčon (1968 Postojna –), direktorica, moderatorka, folkloristka, pesnica, publicistka
- Jernej Vrtovec (1985 Postojna –), teolog in politik
- Fran Windischer (1877 Postojna –1955, Ljubljana), gospodarstvenik
- Rudolf Wrus (1871 Planina –1960, Opatija), hotelir in ljubiteljski astronom

## Pesniki
- Vekoslav Blažel (1889 Hruševje – 1957, Hruševje), ljudski pesnik, pisec krajevne kronike
- Ivo Ivanovič Bučar (1856 Postojna – 1907, Carigrad), pesnik
- Johann Georg Fellinger (1781 Peggau – 1816, Postojna), pesnik, prevajalec in častnik
- Pavel Knobl (1765 Orehek – 1830, Tomaj), pesnik, orglar in skladatelj
- Teja Logar Morano (1963 Postojna –), pesnica, profesorica, likovna umetnica/ustvarjalka
- Milan Šelj (1960 Postojna –), pesnik, publicist in komparativist
- Tomislav Vrečar (1976 Postojna –), pesnik
- Vita Žerjal Pavlin (1963 Postojna –), pesnica, profesorica slovenščine in doktorica znanosti s področja literarnih ved

## Pisatelji
- Hinko Dolenec (1838 Razdrto – 1908, Razdrto), pisatelj, pravnik
- Tamara Doneva (1967 Postojna – 2014, Postojna), pisateljica, scenaristka, režiserka, učiteljica
- Franc Bole (1932 – 2020) (urednik časopisa Ognjišče in Karitas)
- Mateja Gomboc (1964 Postojna –), pisateljica, prevajalka, profesorica, publicistka
- Marjana Grasselli-Prosenc (1875 Postojna –1960, Ljubljana), pisateljica in publicistka
- Peter Hitzinger (1812 Tržič – 1867, Postojna), pisatelj, pesnik, zgodovinar, duhovnik
- Josephine Janežič (1936 Postojna –), pisateljica, vzgojiteljica in modna ustvarjalka
- Neli Kodrič Filipić (1964 Postojna –), mladinska pisateljica
- Tomaž Kosmač (1965 Postojna –), pisatelj
- Alojz Kraigher (1877 Postojna – 1959, Ljubljana), pisatelj
- Klavdija Kuščer (1962 Postojna –), pedagoški pisec
- Mara Lamut (1884 Postojna – 1970, Ljubljana), pisateljica in pesnica
- Anita Leskovec (1965 Postojna –), pisateljica
- Miloš M. Radović (1953 Postojna –), srbski pisatelj in dramaturg
- Alojz Rovan (1870 Planina – 1891, Planina), pisatelj
- Simona Semenič (1975 Postojna –), pisateljica in gledališka ustvarjalka
- Luka Smolnikar (1863 Loke v Tuhinju –1936, Postojna), pisatelj, prevajalec, duhovnik
- Aldo Žerjal (1957 Postojna –), pisatelj

## Arhitektura
- Marko Marjan Dekleva (1943 Slavina –), arhitekt
- Evita Lukež (1955 Postojna –), grafična oblikovalka in arhitektka
- Matej Mljač (1971 Postojna –), arhitekt
- Janko Omahen (1898 Postojna – 1980, Ljubljana), arhitekt

## Arheologija
- Predrag Novaković (1963 Postojna –), arheolog

## Fotografija
- Primož Brecelj (? Postojna –), fotograf
- Viljem Gombač (1961 Postojna –), fotograf, krajevni zgodovinar
- Matjaž Kačičnik (1970 Postojna –), fotograf
- Matjaž Prešeren (? Postojna –), fotograf
- Katarina Sadovski (1980 Postojna –), fotografinja in profesorica
- Božo Štajer (1910 Postojna – 1967, Ljubljana), umetniški fotograf
- Maks Šeber (1862 Postojna – 1944 Ribnica na Pohorju), jamar, tiskar, založnik, fotograf
- Rihard Šeber (1857 Postojna – 1904,?), fotograf, tiskar in urednik

## Glasba
- Ivo Bašič (1969 Postojna –), dirigent, ravnatelj šole, glasbeni pedagog
- Franjo Bučar (1861 Postojna – 1926, Ljubljana), operni pevec, tenorist, operni režiser
- Zvone Bukovec (1960 Postojna –), pevec in baritonist
- Kajetan Štefan Vladimir Burger (1914 Postojna – 2000,?), violinist
- Ivan Carli (1851 Šebrelje – 1911, Studeno), organist in skladatelj
- Andreja Tomažič Hrvatin (1985 Postojna –), dirigentka, vokalistka, pevovodkinja
- Jože Jež (1968 Postojna –), pevec, tekstopisec in skladatelj zabavne glasbe
- Zlatko Kaučič (1953 Postojna –), jazz tolkalist, bobnar, skladatelj in glasbeni pedagog
- Leon Kernel (1956 Postojna –), gozdarski inženir, glasbeni pedagog, zborovodja, organist in kulturni delavec
- Dušan Kobal (1950 Postojna –), operni pevec, tenorist
- Sebastijan Mavrič (1975 Postojna –), zborovodja, pevec, učitelj, glasbenik
- Pavel Merljak (1959 Postojna –), skladatelj, glasbeni kritik in pedagog
- Matic Marentič (1994 Postojna –), glasbenik
- Egon Mihajlovič (1972 Postojna –), univerzitetni profesor glasbe
- Drago Mislej (1950 Postojna –), glasbenik, urednik, novinar, organizator
- Iztok Mlakar (1961 Postojna –), kantavtor, skladatelj, igralec
- Klemen Ogrizek, bobnar
- Aleksandra Pavlović (1978 Postojna –), pianistka, korepetitorka in profesorica glasbe
- Jure Počkaj, operni pevec
- Jadviga Poženelova (1901 Postojna – 1991, Ljubljana), pianistka
- Gianni Rijavec (1962 Postojna –), pevec in skladatelj zabavne glasbe
- Antoinette Simčič (1901 Veliko Ubeljsko – 2001, ZDA), kulturna delavka, pevka, režiserka
- Janez Slavik (1787 Novo Stupovo – 1842, Postojna), glasbenik, orglavec in glasbeni pedagog
- Frančišek Smerdu (1951 Postojna – 1983, Izola), pevec, bas kitarist in skladatelj zabavne glasbe
- Alojz Srebotnjak (1931 Postojna – 2010, Ljubljana), skladatelj
- Alen Steržaj (1972 Postojna –), glasbenik, novinar, član skupine Big Foot Mama
- Antonija Svetek (1850 Postojna – 1924, Ljubljana), pevka in gledališka igralka
- Peter Šavli (1961 Postojna –), skladatelj
- Andreja Škrbec (1978 Postojna –), violinistka
- Anton Škrlj (1961 Postojna – 2021,?), kantavtor, glasbenik, pevec
- Vilko Ukmar (1905 Postojna – 1991, Ljubljana), skladatelj in muzikolog
- Andrej Vavken (1838 Postojna – 1898, Cerklje pri Kranju), organist, cerkveni skladatelj in pedagog
- Jan Vehar (1993 Postojna –), pevec zabavne glasbe, novinar, TV-voditelj, podcaster, radijski moderator
- Milena Verbič-Štrukelj (1903 Postojna – 1983, Ljubljana), glasbenica, koncertna pevka in klavirska pedagoginja
- Miroslav Vilhar (1818 Planina – 1871, grad Kalec), pesnik, politik, dramatik, skladatelj, novinar, pisatelj
- Robert Vrčon (1960 Postojna –), pevec in baritonist

## Gledališče, film in televizija
- Metka Albreht (1975 Postojna –), stilistka
- Jožica Avbelj (1951 Postojna –), gledališka in filmska igralka
- Dragana Čolić, scenaristka
- Larissa Drekonja (? Postojna –), slovensko-ameriška igralka
- Silvan Furlan (1953 Postojna – 2005, Ljubljana), filmski teoretik in kritik, scenarist, komparativist
- Ela Kavčič (1903 Postojna –?), amaterska igralka
- Venčeslav Japelj (1951 Postojna –), novinar
- Diana Koloini (1962 Postojna –), dramaturginja, umetniška direktorica in esejistka
- Vesna Milek (1971 Postojna –), novinarka in publicistka
- Sabrina Mulec, novinarka
- Iris Mulej (1981 Postojna –), blogerka in model
- Igor Pirkovič (1970 Postojna –), novinar, TV voditelj, pravnik
- Janez Prezelj (1948 Postojna –), novinar, publicist
- Dušanka Ristić (1958 Postojna –), igralka
- Marjuta Slamič (1974 Postojna –), gledališka, filmska in televizijska igralka
- Rafael Salmič (1870 Postojna – 1930, Celje), amaterski igralec in narodni delavec
- Jadran Sterče (1949 Postojna – 2014, Unec), režiser, prevajalec, novinar, scenarist in filozof
- Tomaž Švagelj (1966 Postojna –), novinar
- Ennio Vitanza (1934 Postojna –), športni novinar in komentator
- Mileva Zakrajšek (1885 Postojna – 1971, Maribor), gledališka igralka in glasbenica
- Sidonija Žega, radijska napovedovalka

## Kiparstvo
- Matejka Belle (1967 Postojna –), kiparka
- Milena Dolgan (1917 Studeno – 1945, Ljubljana), kiparka
- Ivan Sajevic (1891 Stara vas – 1972, Ljubljana), akademski kipar in medaljer
- Damjan Švara (1967 Postojna –), kipar
- Drago Tršar (1927 Postojna – 2013), kipar, profesor, keramik
- Dušan Tršar (1937 Planina –), kipar, profesor

## Slikarstvo
- Lucijan Bratuš (1949 Postojna –), slikar, grafik in grafični oblikovalec
- Almira Bremec (1958 Postojna –), grafičarka in slikarka
- Beti Bricelj (1974 Postojna –), slikarka, risarka
- Silvester Fakuč (1958 Postojna –), akademski slikar, kipar in oblikovalec
- Simon Kastelic (1977 Postojna –), slikar
- Erik Lovko (1953 Postojna – 2009, Postojna), likovni umetnik
- Jana Pečečnik Žnidarčič (1969 Postojna –), oblikovalka vizualnih komunikacij, predavateljica, ilustratorka
- Stojan Ržek (1961 Postojna –), strojni tehnik, likovni ustvarjalec, pesnik
- Alojzij Schaffenrath (1794 Ljubljana – 1836, Postojna), inženir in slikar
- Darko Slavec (1951 Postojna –), akademski slikar
- Arthur Strasser (1854 Postojna – 1927, Dunaj), slikar in kipar
- Dragica Sušanj (1966 Postojna –), slikarka
- Zoran Smiljanić (1961 Postojna –), stripar, illustrator, karikaturist, oblikovalec, scenarist in publicist
- Polona Škodič, likovna kritičarka in častna občanka
- Klavdij Tutta (1958 Postojna –), slikar in grafik
- Leo Vilhar (1899 Veliki Otok – 1971, Sežana), slikar, muzealec
- Mario L. Vilhar (1925 Veliki Otok – 2014, Domžale), slikar, kipar, novinar, strojni tehnik
- Stojan Zafred (1951 Postojna – 2002, Divača), slikar

- Karl Aichelburg (1826 Postojna – 1921, Schiltern), avstrijski politik
- Igor Bavčar (1955 Postojna –), politik, gospodarstvenik, založnik, urednik, publicist – prispeval je k demokratizaciji in osamosvojitvi RS
- Zvone Černač (1962 Postojna –), politik, poslanec in pravnik
- Vlado Dimovski (1960 Postojna –), politik, ekonomist, filozof, univerzitetni profesor
- Slavko Jež (1920 Podnanos – 1990, Slavina), politik in urednik
- Hinko Kavčič (1846 Razdrto – 1893, Razdrto), politik
- Miran Komac (1953 Postojna –), politolog, strokovnjak za manjšinsko problematiko
- Sergej Kraigher (1914 Postojna – 2001, Postojna), državnik in družbenopolitični delavec
- Jožef Lavrenčič (1859 Postojna – 1936, Ljubljana), politik in gospodarstvenik
- Mario Mori (1939 Postojna –), uradnik, župan
- Vincenc Otoničar (1955 Postojna –), politik
- Borut Pahor (1963 Postojna –), predsednik RS
- Robert Pavšič, politik
- Erazem (Pred)jamski (1420? –1484, Predjama), goriško-kranjski plemič
- Majda Širca Ravnikar (1953 Postojna –), političarka, novinarka, poslanka in umetnostna zgodovinarka
- Darko Škrlj (1953 Postojna –), politik
- Branko Tomažič (1961 Postojna –), inženir kmetijstva in politik
- Jernej Verbič (1952 Postojna –), politik
- Hugo Veriand Windischgrätz (1854 Firence –1920, Planina), veleposestnik in politik
- Lovro Vidrič (1838 Strmca –1900, Zagreb), politik, pravnik, odvetnik
- Samuel Žbogar (1962 Postojna –), politolog in politik

- Stojan Albert Bajič (1901 Postojna –1974, Florida), pravnik in bibliotekar
- Mirko Bandelj (1958 Postojna –), odvetnik, poslovnež in politik
- Rupert Bežek (1858 Postojna –1903, Ljubljana), pravnik in notar
- Karel Clarici (1861 Dvorec Hošperk – ?), pravnik
- Oskar Dev (1868 Planina –1868 Maribor), pravnik, sodnik, skladatelj, zborovodja
- Zvonko Fišer (1949 Postojna –), pravnik
- Damijan Florjančič (1955 Postojna –), sodnik
- Josip Kavčič (1821 Razdrto –1903, Gorica), narodni buditelj, pravnik, notar
- Franc Kočevar pl. Kondenheim (1833 Planina –1897, Ljubljana), pravnik, sodnik
- Ivan Korošec (1913 Prestranek –1942, Laze pri Borovnici), pravnik, pesnik
- Leonidas Pitamic (1885 Postojna –1971, Ljubljana), pravnik
- Otokar Rybář (1859 Postojna –1927, Beograd), pravnik, politik

- Luka Abram (1863 Slavina – 1931, Istanbul), duhovnik, redovnik, misijonar
- Martin Gorše (1892 Zamostec – 1963, Slavina), duhovnik
- Dominik Janež (1865 Globel – 1946, Studeno), duhovnik
- Janez Rafael Kobenzl (1571 Predjama – 1627, Dunaj), jezuit, filozof, teolog
- Janez Kovač (1884 Postojna – 1975, Podnanos), duhovnik, narodni in gospodarski delavec, perfekt
- Alfonz Levičnik (1869 Planina – 1966, Kranj), katehetski pisec, duhovnik
- Hinko Likar (1860 Postojna – 1925, Blanca), prosvetni pisec, strokovni pisec in čebelar
- Ladislav Milharčič (1909 Hruševje – 1936, Peru), misijonar, duhovnik
- Matej Milharčič (1812 Slavina – 1853, Berber), misijonar, duhovnik
- Štefan Pepeu (1696 Planina – 1773,?), jezuit, redovnik
- Vladimir Pirih
- Peter Štoka (1971 Postojna –), biblicist, teolog, knjižničar
- Tomaž Švagelj (1974 Postojna –), teolog

- Miroslav Adlešič (1907 Postojna – 2002, Ljubljana), fizik in pedagoški delavec
- Franci Ambrožič (1937 Hrušica – 2013, Ljubljana), baletnik, plesalec, pedagog
- Vera Bedendo (1924 Postojna – 2013, Trst), srednješolska učiteljica
- Jakob Čenčur (1837 Planina – 1888, Trst), učitelj, zborovodja
- Ivan Dimnik (1889 Postojna – 1970, Ljubljana), strokovni učitelj, publicist in urednik
- Slavoj Dimnik (1887 Postojna – 1932, Maribor), kartograf, šolnik in kulturni delavec
- Stanko Dimnik (1891 Postojna – 1980, Ljubljana), gradbeni inženir, šolnik in strokovni pisec
- Andrej Kenič (1884 Grobišče – 1965, Rakek), učitelj
- Rajmund Pirker (1829 Postojna – 1884, Ljubljana), šolnik
- Janko Trošt (1894 Razdrto –1975 ?), etnograf, lutkar, šolnik

## Alpinizem
- Pavel Podgornik (1958 Postojna – 1982, Mali Koritniški Mangart)
- Peter Podgornik (1958 Postojna –)
- Tamara Likar (1959 Postojna – 1982, Mali Koritniški Mangart)

## Biatlon
- Simon Kočevar (1990 Postojna –)
- Danilo Kodela (1979 Postojna –)
- Urška Poje (1997 Postojna –)

## Košarka
- Primož Brezec (1979 Postojna –)
- Aleksej Nikolić (1995 Postojna –)
- Mitja Nikolić (1991 Postojna –)
- Jan Rebec (1993 Postojna –)
- Matic Rebec (1995 Postojna –)
- Tina Jakovina (1992 Postojna –)
- Tina Trebec (1990 Postojna –)
- Andrej Žakelj (1978 Postojna –), trener

## Nogomet
- Izidor Balažič (1991 Postojna –)
- Adnan Bešič (1991 Postojna –)
- Igor Božič (1987 Postojna –)
- Dejan Djuranović (1968 Postojna –), trener
- Adriano Fergič (1956 Postojna –)
- Igor Jelić (1989 Postojna –)
- Stanislav Komočar (1967 Postojna –)
- Tilen Mlakar (1995 Postojna –)
- Stojan Plešinac (1960 Postojna –)
- Davor Škerjanc (1986 Postojna –)
- Luka Vekić (1995 Postojna –)
- Mitja Zatkovič (1983 Postojna –)

## Rokomet
- Vasja Furlan (1986 Postojna –),
- Domen Makuc (2000 Postojna –),
- Tomaž Tomšič (1972 Postojna –),

## Ostali športi
- Jernej Abramič (1964 Postojna –), kajakaš na divjih vodah in športni trener
- Borut Bilać (1965 Postojna –), atlet
- Darko Bizjak (1949 Postojna –), kegljač
- Rajmond Debevec (1963 Postojna –), športni strelec
- Marko Hiti (1976 Postojna –), hokejist na travi
- Kristijan Koren (1986 Postojna –), kolesar
- Nada Lampret Souvan (1914 Postojna –1996 Ljubljana), plavalka in kostumografinja
- Silvan Lulik (1956 Postojna –), avtomobilski dirkač
- Dominika Mrmolja (1994 Postojna), odbojkarica
- Tilka Paljk (1997 Postojna –), plavalka
- Stanko Perpar (1899 Planina –1966 Logatec), atlet
- Tjaša Rutar (1984 Postojna –), kolesarka
- Aleš Sila (1976 Postojna –), pisatelj
- Leon Šantej (1995 Postojna –),
- Tamara Zidanšek (1997 Postojna –), igralka tenisa

- Sandi Curk, poveljnik regijskega štaba Civilne zaščite
- Alberto Ficuciello (1890 Hrenovice – 2016, Videm), vojak
- Bogdan Hrovat - Miha (1923 Planina – 1948, Ljubljana), partizan
- Jurij Kraigher - Žore (1891 Hrašče pri Postojni – 1984, Connecticut), vojaški pilot
- Jože Mazovec (1904 Zgornji Kašelj – 1944 Slavina), partizan
- Albin Mlakar (1890 Planina – 1946, Maribor), častnik in partizan
- Miroslav Petelin (1890 Prestranek – 1964, Ljubljana), stotnik avstro-ogrske vojske
- Vojko Robnik (1952 Postojna –), policist
- Srečko Rože (1966 Postojna –), antikvar, zbiratelj vojaških predmetov
- Ramiz Selmani (1960 Postojna –), častnik albanskega rodu
- Dušan Švara (1918 Rakitnik – 2005), generalpodpolkovnik, spomeničar
- Janez Tomšič (1909 Postojna –1987, Split), kontraadmiral
- Franc Željko Župančič (1962 Postojna –), častnik, vojaški pilot

- Franc Ambrožič (1895 Slavina – 1863, Postojna), zdravnik
- Stanko Arko (1892 Postojna – 1977, Ljubljana), veterinar in kinolog
- Anton Bežek (1814 Postojna – 1855, Ilirska Bistrica), zdravnik
- Metoda Dodič Fikfak, javno-zdravstvena strokovnjakinja
- Bogomil Fatur (1947 Postojna –), veterinar
- Ivan Jožef Anton Haymann (1722 Postojna – 1799, Sv. Duh, Škofja Loka), zdravnik
- Aleksander Merlo (1952 Postojna), zdravnik in častni občan
- Mavricij Rus (1879 Matenja vas – 1977, Ljubljana), zdravnik in publicist
- Drago Šabec (1930 Rakitnik –), veterinar
- Ado Špiler (1921 Postojna – 1972, Ljubljana), ftiziolog, primarij
- Karel Vesel (1808 Postojna – 1863, Ljubljana), zdravnik
- Peter Žiža (1919 Postojna – 1983, Ljubljana), nevrolog in psihiater

## Fizika in računalništvo
- Gvido Bratina (1960 Postojna –), fizik
- Nikola Guid (1951 Postojna –), računalničar
- Gabrijel Kernel (1932 Koče – 2025), jedrski fizik
- Sergej Pahor (1930 Postojna – 2006, Ljubljana), fizik, univerzitetni profesor

## Jezikoslovje in literarna veda
- Vanda Babič (1963 Postojna –), jezikoslovka in slavistka
- Lilijana Burcar (1973 Postojna –), anglistka
- Viktor Bežek (1860 Postojna – 1919, Ljubljana), pedagog, jezikoslovec, urednik in literarni kritik
- Melanija Larisa Fabčič (1969 Postojna –), jezikoslovka
- Urška Perenič (1982 Postojna –), umetnostna zgodovinarka in teoretičarka, slovenistka, nemcistka, urednica
- Nada Šabec (1956 Postojna –), jezikoslovka
- Sonja Marija Horvat (1946 Trst - ), jezikoslovka

## Kemija in metalurgija
- Bogdan Ditrich (1910 Postojna – 1984, Ljubljana), kemik
- Darko Dolec (1955 Postojna –), kemik
- Franjo Kočevar (1903 Postojna –1991, Jesenice), kemijski tehnolog
- Milko Novič (1956 Postojna –), kemik
- Franc Vodopivec (1931 Rakitnik – 2021, Rakitnik), metalurg
- Bojan Zaletel (1920 Postojna – 1981, Kranjska Gora), inženir kemije

## Prevajalstvo
- Davorin Bole (1833 Koče –1902, Rusija), prevajalec in publicist
- Viktor Eržen (1857 Razdrto –1881, Ljubljana), študent prava in prevajalec
- Jernej Križaj (1838 Orehek –1890, Sv. Anton), prevajalec, pisatelj, duhovnik
- Tea Štoka (1964 Postojna –), komparativistka, italijanistka, prevajalka, literarna kritičarka in publicistka
- Albin Vilhar (1902 Postojna –1975, Beograd), klasični filolog in prevajalec

## Umetnostna zgodovina
- Mateja Kos (1958 Postojna –), umetnostna zgodovinarka
- Nadja Zgonik (1964 Postojna –), umetnostna zgodovinarka, kritičarka, kuratorka, umetnostna kritičarka
- Jedert Vodopivec Tomažič (1953 Postojna –), konservatorka, restavratorka, univerzitetna profesorica

## Zgodovina
- Ervin Dolenc (1960 Postojna – 2009, Senožeče), zgodovinar
- Damijan Guštin (1955 Postojna –), zgodovinar
- Peter pl. Radics (1836 Postojna – 1912, Ljubljana), zgodovinar in časnikar
- Mihael Verne (1797 Orehek – 1861, Trst), zgodovinar, potopisec, prevajalec, duhovnik, stolni prošt

## Ostale vede
- Jurij Fikfak (1954 Cesta, Ajdoviščina), etnolog
- France Habe (1909 Vrhnika –1999, Postojna), geograf in speleolog
- Peter Habič (1934 Vrhnika – 1998, Postojna), geograf
- Damijana Hrabar (1962 Postojna –), magistrica znanosti, bibliotekarka, pesnica
- Petra Leben Seljak (1959 Postojna –), antropologinja, domoznanka, doktorica znanosti
- Maja Mercina (1948 Postojna –), literarna zgodovinarka, pisateljica in slovenistka
- Mirjam Milharčič Hladnik (1959 Postojna –), sociologinja
- Namita Subiotto (1972 Postojna –), slavistka, univerzitetna profesorica
- Matija Vilhar (1899 Veliki Otok –1962, Veliki Otok), jamar (speleolog)
- Ernest Ženko (1986 Postojna –), filozof in univerzitetni profesor

- Tone Černač (1905 Matenja vas – 1984, Matenja vas), gozdni delavec
- Viktor Hajna (1910 Postojna – 1991, Postojna), aktivist OF
- Ludvik Ogrizek (1906 Hruševje – 1944, Mauthausen)
- Josip Kukec (1894 Postojna – 1930 Postojna),
- Jakob Sajevic (1903 Hruševje – 1956, Hruševje), kovač
- Jakob Semec (1904 Žeje – 1943, Pianosa),
- Franc Sluga (1909 Žeje – 1982, Žeje), kmet
- Ivan Vandal (1901 Žeje – 1941, Opčine)
- Tone Žakelj (1901 Hruševje – ?)

- Berthold Baumann (1901 Postojna –1945, ?) žrtev holokavsta
- Jakob Baumann (1873 Postojna –1943, Terezín), žrtev holokavsta
- Fanny Fränkel (1867 Postojna –1944, ?) žrtev holokavsta
- Heinemann Grünbaum (1865 Postojna –1943, ?) žrtev holokavsta

- Miran Jožef Brinar (1909 Postojna –2002, Ljubljana), gozdarski strokovnjak
- Gvido Burger (1908 Postojna –1976 Maribor), tekstilni strokovnjak
- Luka Čeč (1785 Postojna –1836, Postojna), odkritelj postojnske jame
- Vida Novak (1894 Postojna –1984, Ljubljana), narodna dama in kulturna mecenka
- Anton Oblak (1886 Postojna –1935, Bač), strojnik
- Janko Ozbič, brivec in častni občan
- Boris Jež (1952 Postojna –2018, Ljubljana), časnikar
- Renato Vidrih (1957 Postojna –2010, Ljubljana), seizmolog
- Anton Wolf (1868 Postojna –1937, Ljubljana), poštni strokovnjak
- Branko Žnideršič (1911 Matenja vas –1999, Ljubljana), gradbeni inženir

- Obrazi slovenskih pokrajin Arhivirano 2021-11-02 na Wayback Machine.
- Slovenski biografski leksikon
- Prejemniki priznanj in nazivov